# Berliner Missionswerk
Das Berliner Missionswerk wurde auf Grund des Beschlusses der Regionalsynode der Evangelischen Kirche in Berlin-Brandenburg (Berlin West) vom 20. November 1972 gegründet. In ihm wurden bis 1975 die in Berlin (West) nach der Teilung der Stadt verbliebenen Missionsgesellschaften und Vereine als landeskirchliches Werk zusammengeführt. Dazu gehörte die 1824 als Gesellschaft zur Förderung der Evangelischen Missionen unter den Heiden gegründete Berliner Missionsgesellschaft, der Berliner Zweig der 1882 gegründeten Deutsch-Ostasienmission, der Jerusalemsverein (gegründet 1853) und als weiterer Kooperationspartner die Evangelische Kirche der Union (heute UEK). Mit der konstituierenden Sitzung der Missionskonferenz am 7. Juli 1973 nahm das Berliner Missionswerk seine Arbeit auf. Heute versteht sich das Berliner Missionswerk als Unterstützer von Partnerkirchen auf mehreren Kontinenten und zugleich als Ökumenisches Zentrum für seine Trägerkirchen.
Nach der Wiedervereinigung Deutschlands wurden 1991 das in Ost-Berlin ansässige Ökumenisch-Missionarische Zentrum und das Berliner Missionswerk in West-Berlin in einem Werk zusammengeführt. Der Name des West-Berliner Werkes wurde dabei übernommen.
Das Missionswerk wird getragen von den beiden Kirchen Evangelische Kirche Berlin-Brandenburg-schlesische Oberlausitz und der Evangelischen Landeskirche Anhalts. Weitere Trägerorganisationen sind der Jerusalemsverein, die Deutsche Ostasienmission und die Union Evangelischer Kirchen. Seit November 2022 ist die Kaiserswerther Diakonie weitere Mitträgerin des Werkes. Das Berliner Missionswerk gehört zum Dachverband Evangelische Mission Weltweit mit Sitz in Hamburg. Es unterhält Verbindungen zu Partnerkirchen in West- und Osteuropa, im Nahen Osten, in Afrika, Ostasien, Nordamerika und Kuba.
Das Berliner Missionswerk verfolgt mit seiner Arbeit vier Schwerpunkte: Gemeinschaft zwischen den Kirchen, Einsatz für Menschenrechte und Entwicklung, kirchliche Partnerschaften zwischen Gemeinden weltweit und ökumenisches Lernen, das etwa im Freiwilligenprogramm stattfindet.

## Geschichte der im Berliner Missionswerk zusammengeschlossenen Vereine

### Berliner Missionsgesellschaft im 19. Jahrhundert

#### Gründung
1824 wurde in Berlin die Gesellschaft zur Förderung der Evangelischen Missionen unter den Heiden gegründet und durch den König genehmigt. Vereinsziel war es zunächst, bereits bestehende Missionsinstitute zu unterstützen. Deshalb war eine Vernetzung mit den bereits bestehenden Werken Basler Mission, Barmer Mission, Londoner Mission und Pariser Missionsgesellschaft eine der ersten Tätigkeiten des Komitees der Gesellschaft.
1829 begann die Arbeit des eigenen Missionsseminars in Berlin.

#### Südafrika
Die ersten Missionare, die ausgesendet wurden, kamen 1834 in Kapstadt (im heutigen Südafrika) an und gründeten die Missionsstation Bethanien im Landesinnern südwestlich von Bloemfontein, im Gebiet der Koranna. Von dort aus breitete sich die Berliner Mission weiter ins Gebiet der Xhosa und in die Kolonie Natal (der heutigen Provinz KwaZulu-Natal) aus. Die Missionsarbeit in Südafrika setzte sich in den 1860er Jahren in neue Gebiete fort, in Transvaal mussten sich die Missionare gegen die Buren durchsetzen, die strikt gegen die Missionierung der Afrikaner waren, in Swasiland (heute Eswatini) zogen sie den Zorn des dortigen Königs auf sich, da sie ihn nicht mit Gewehren und Pulver beliefern wollten. Mit der beginnenden, jedoch nur an wenigen Orten so früh einsetzenden Industrialisierung Südafrikas und der zunehmenden Bedeutung der Städte mussten auch die Missionare ihre Arbeit anpassen; so etablierten sie unter anderem mehrere Missionsstationen in der Region von Johannesburg.

#### Abspaltung von Gossner
Als Folge von Auseinandersetzungen zog sich Johannes Goßner 1836 aus dem Komitee der Berliner Mission zurück und begann kurz darauf selbst, Missionare auszusenden. Bis heute besteht die daraus hervorgegangene Gossner Mission.

#### Missionshaus

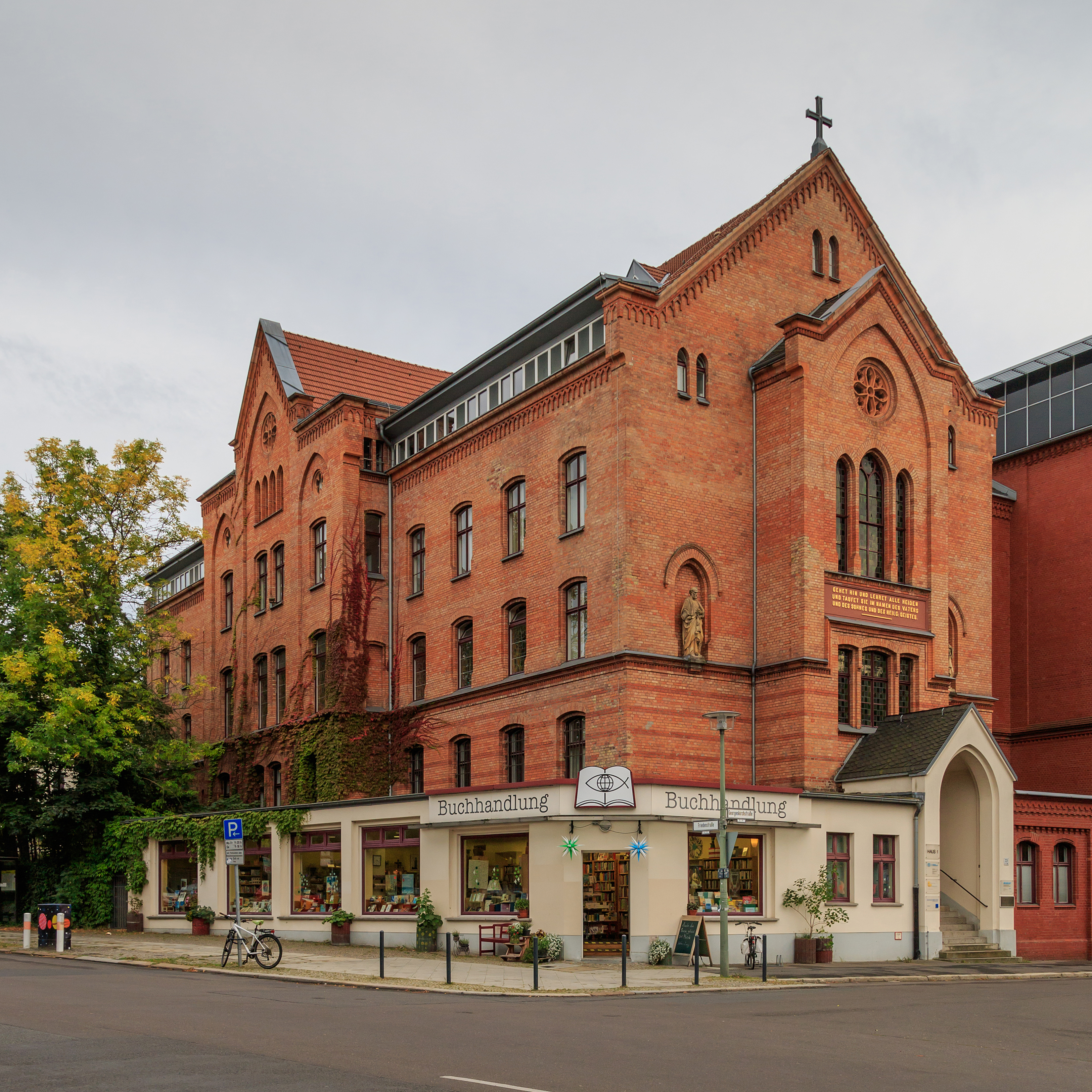
Berlin Missionshaus Friedrichshain mit Missionsbuchhandlung

Das erste eigene Missionshaus entstand in den 1830er Jahren und wurde 1838 eingeweiht. Doch bald war das Haus zu klein für die wachsende Zahl der Mitarbeiter und Seminaristen. So entstand 1873 das (neue) Missionshaus an der Ecke Friedenstraße/Georgenkirchstraße am Friedrichshain als Neubau, damals weit draußen am Stadtrand gelegen. Der Neubau folgte den Plänen des Architekten H. Römer; der Backsteinbau lehnt sich in seinem Aussehen an die Architektur der Bartholomäuskirche an. Als Schmuck zeigt er eine Fensterrose sowie Statuen der Apostel Petrus und Paulus in Rundnischen am Giebel. Zwischen den Statuen verkündet die Inschrift „Gehet hin und lehret alle Heiden und tauft sie im Namen des Vaters und des Sohnes und Heiligen Geistes“ vom Missionsauftrag. 
Nach weiteren zwanzig Jahren ließ die Missionsgesellschaft einen Erweiterungsbau hinzufügen, der 1898/1899 nach Entwurf von Max Kühnlein errichtet wurde.

#### Missionsdirektor Wangemann
Ein bedeutender Missionsdirektor für die Berliner Missionsgesellschaft war Hermann Wangemann, der als Nachfolger von Johann Christian Wallmann von 1865 bis zu seinem Tod im Jahre 1894 im Amt war. Er unternahm gleich nach seinem Amtsantritt eine gut dokumentierte Visitationsreise durch Südafrika und reiste im Jahr 1884 ein weiteres Mal nach Südafrika. Zu den grundlegenden Fragen der Missionsarbeit verfasste er bis 1881 eine Missionsordnung der Gesellschaft zur Beförderung der Evangelischen Missionen unter den Heiden zu Berlin.

#### China
In Berlin und Stettin bestanden im 19. Jahrhundert drei Missionsvereine für China. Auf mehrmalige Bitte hin übernahm die Berliner Mission 1882 das Arbeitsfeld in China und entsandte bald die ersten Missionare. Schwierigkeiten in China waren die Belastung durch Klima und Tropenkrankheiten sowie die Abneigung gegen Ausländer, die durch die Regierung gestärkt wurde. Schwerpunkt der Missionsarbeit in China war die Unterstützung von Schulen, wobei der Unterricht mit Evangelisation verknüpft wurde, die medizinische Versorgung von armen Menschen und ein Waisenhaus namens „Bethesda“ in Hongkong, in dem ausgesetzte Mädchen aufgezogen wurden.

#### Ostafrika
Mit der beginnenden Kolonialbegeisterung in Deutschland hängt die Aufnahme der Missionsarbeit im damaligen Deutsch-Ostafrika zusammen. Zunächst wurde in Berlin 1886 die „Deutsch-Ostafrikanische Missionsgesellschaft“ gegründet zur Festigung der kolonialen Bestrebungen. Um sich von der Kolonie abzugrenzen, wurde sie bereits ein Jahr später in Evangelische Missionsgesellschaft für Deutsch Ostafrika (EMDOA) umbenannt und umgegründet, die aber aufgrund des Mangels an eigenen Fachkräften zuerst die Berliner Mission um Hilfe bat. Eine Übernahme kam wegen der unterschiedlichen Vorstellungen nicht zustande, stattdessen übernahm sie Friedrich von Bodelschwingh, der dann 1906 den Sitz nach Bethel verlegte (→ Bethel Mission). Eine eigene Arbeit in den deutschen Kolonien von Ostafrika nahm die Berliner Mission 1891 auf. Erste Missionsstationen in Tansania wurden bald um den Nyassasee errichtet, dort befinden sich in Itete und Matema noch immer kirchliche Krankenhäuser. Die Arbeit in Ostafrika wurde durch die Übernahme von Betheler Missionsstationen an der Küste bei Dar-es-Salaam erweitert.

#### Eigenständigkeit der Missionskirchen
Die Eigenständigkeit der Christen in den Missionsländern wurde früh gefördert. Für China galt schon seit Karl Gützlaff, dem Pionier deutscher Chinamission, der Grundsatz, dass China durch Chinesen missioniert werden sollte. Schon der Berliner Hauptverein für China begann in den 1860er Jahren, junge chinesische Christen nach Deutschland zu schicken, um sie als Missionare auszubilden. Auch junge Christen aus Afrika wurden in Berlin ausgebildet. Trotzdem dauerte es noch lange, bis afrikanische Christen in größerer Zahl zu Pfarrern ordiniert wurden.

### 20. Jahrhundert

#### Berliner Missionsgesellschaft im Ersten Weltkrieg
Der Erste Weltkrieg setzte einen Schlusspunkt für die Weiterentwicklungen, die nach der turbulenten Zeit um die Jahrhundertwende mit dem Zweiten Burenkrieg in Südafrika, dem Boxeraufstand in China und Aufständen der Bevölkerung Ostafrikas stattgefunden hatten.
Mit Beginn des Ersten Weltkriegs 1914 endete vorläufig die Arbeit des Missionsseminars, das Missionshaus wurde zur Flüchtlingsunterkunft und Verbindungen zu den Missionsgebieten und Aussendung von Missionaren wurden unterbrochen. Missionsangehörige in den Kolonien wurden von den gegnerischen Kolonialmächten als Feinde behandelt, in Südafrika wurden einige von ihnen interniert. In Ostafrika wurden Missionsmitarbeiter zum militärischen Dienst herangezogen. Nur aufgrund des Protestes chinesischer Christen wurde verhindert, dass alle Mitarbeiter der Chinamission nach Kriegsende außer Landes verwiesen wurden.

#### Zwischen 1918 und 1933
Die Jahre nach dem Ersten Weltkrieg waren von Aufbauarbeiten bestimmt. Missionsdirektor wurde 1921 Siegfried Knak, der von den Theologen Kähler und Warneck geprägt war. Er begleitete vor Ort die Verhandlungen zu einer größeren Eigenständigkeit des Berliner Missionsgebiets in Südchina, das 1928 an die Lutherische Kirche Chinas angeschlossen wurde. In Südafrika waren noch vor dem Ersten Weltkrieg Synodalkirchen gegründet worden. So hatten die Afrikaner zumindest in den lutherischen Gemeinden das Mitspracherecht, das ihnen in manchen öffentlichen Angelegenheiten erschwert bzw. verwehrt wurde. In Swasiland wurde 1930 die Mission neu aufgenommen. Ermöglicht wurde dies durch Johannes Mdiniso, einen Swasi, der von einem Berliner Missionar getauft worden war. In Ostafrika, das nun nicht mehr deutsche Kolonie war, wurde die Missionsarbeit der Deutschen nach und nach und unter Vorbehalten wieder erlaubt. Für die Missionsarbeit waren finanzielle Schwierigkeiten in dieser Zeit ein gravierendes Problem.

#### Während des NS-Regimes
Es gab bereits vor 1933 Anfeindungen durch Kreise, die der Rassentheorie anhingen und eine Mission an anderen Völkern als „Verbrechen am eigenen Volk“ bezeichneten.
Nach der Machtergreifung der Nationalsozialisten schloss sich Missionsdirektor Knak der Gruppe Evangelium und Kirche an, die in Opposition zu den nationalsozialistischen Deutschen Christen stand. Mit der Mehrheit der Inspektoren des Missionshauses wurde er Mitglied des Pfarrernotbundes unter Martin Niemöller und arbeitete in der Bekennenden Kirche mit. Eine Auseinandersetzung mit der Verfolgung der Juden und weiterer Gruppen fand damals allerdings kaum statt. Während des NS-Regimes wurden die Möglichkeiten des Missionshauses stark eingeschränkt, die Sammlungen für die Mission, der Devisentransfer und die Publikation der Missionsblätter wurde erschwert. Dafür entstanden engere Verbindungen zu anderen Missionsgesellschaften – 1933 schlossen sie sich im Deutschen Evangelischen Missionstag zusammen, dessen Exekutivorgan der Deutsche Evangelische Missionsrat war.
In Südafrika war indessen die Selbständigkeit der dortigen Kirchen weitergekommen. In China begann der Krieg schon 1937; eine schwierige Situation auch für die deutschen Missionare, da Deutschland mit dem angreifenden Japan verbündet war.

#### Im Zweiten Weltkrieg
Ab dem Kriegsausbruch war eine Ausreise in die Missionsgebiete unmöglich, Missionare auf Heimaturlaub mussten in Deutschland bleiben. In Südafrika wurde ein Teil der Missionare interniert, die Entwicklung der Gemeinden ging trotzdem weiter.
In Ostafrika wurden die Missionsgemeinden auf Bitte der Berliner Mission teilweise vom schwedischen Missionaren betreut. Nur in China wurden die Missionare nicht interniert und konnten unter den Einschränkungen des Krieges weiterarbeiten.

#### Die Zeit nach 1945 – Ost und West
Nach 1945 wurde die Missionstätigkeit mit neuer Energie und in verstärkter Zusammenarbeit zwischen den Werken wieder aufgenommen. Die Berliner Mission, deren Unterstützer vor dem Krieg etwa zur Hälfte aus einem Gebiet kamen, das nun nicht mehr zu Deutschland gehörte, wurde von anderen Missionsgesellschaften mitgetragen. In China war die Missionsarbeit unmöglich geworden, da den Missionaren kein Kontakt zur chinesischen Bevölkerung mehr erlaubt wurde.
Die Arbeit im östlichen Teil Deutschlands war nach wie vor Einschränkungen unterworfen. Das Missionsblatt durfte nicht veröffentlicht werden, Missionsspenden durften nicht erbeten werden und Veranstaltungen durften nur in geschlossenen kirchlichen Räumen stattfinden. Eine Reiseerlaubnis ins Ausland zu den Konferenzen der Ökumene erhielt nur der Missionsdirektor. Geld konnte nur aus dem Westen nach Übersee überwiesen werden. Die ganze Arbeit in den Westen zu verlegen, hätte die Verbindung zu den Missionsfreunden im Osten gekostet. Stattdessen wurde als Hilfsorganisation im Westen die Berliner Missionshilfe e. V. gegründet, aus der 1963 die Missionsgesellschaft Berlin (West) e. V. wurde. Die für die Missionsländer verantwortlichen Mitarbeiter blieben weiterhin im Osten. Reisen nach Übersee wurden ihnen nicht erlaubt, nach dem Bau der Berliner Mauer konnten sie nicht einmal mehr West-Berlin besuchen. Die Mission fand kein Verständnis bei der Regierung, genoss aber eine gewisse Duldung, da sie zur Kirche gehörte. Ein engerer Zusammenschluss zwischen Kirche und Missionsgesellschaften geschah 1960 durch die Gründung des Ökumenisch-missionarischen Rates und des Ökumenisch-missionarischen Amtes.

#### Gründung von selbstständigen Kirchen in Afrika
In Ostafrika konstituierte sich aus der Missionsarbeit 1959 eine Lutherische Kirche, die heutige Evangelisch-Lutherischen Kirche in Tansania. 1960 entstand in Südafrika auf dem Gebiet der Berliner Mission und weiterer Missionswerke die Evangelisch-lutherische Kirche im Südlichen Afrika/Südostregion, die ab 1971 zum ersten Mal unter der Leitung eines afrikanischen Bischofs stand. 1962/63 folgten die Regionalkirche von Transvaal und die Kap-Oranje-Regionalkirche. 1964 gründeten die Regionalkirchen die Föderation Evangelisch-lutherischer Kirchen in südlichen Afrika, die etwa 880.000 lutherische Christen vertrat. Die Rolle der Mission veränderte sich nun in Richtung Hilfeleistung für die neugegründeten Kirchen und zur partnerschaftlichen Zusammenarbeit. Die verschiedenen in Afrika tätigen Missionsgesellschaften arbeiteten verstärkt zusammen.
In Südafrika hatte das System der Apartheid die Missionare schon seit 1948 vor neue Herausforderungen gestellt. War das Verhältnis der Missionare zur Apartheid anfangs ambivalent, schlossen sie sich 1967 einer Verurteilung dieses Systems an. Wenige Jahre später wurden einzelne Missionsangehörige des Landes verwiesen und die Arbeit der Kirchen wurde streng überwacht.

#### Übertragung der Arbeit auf das Berliner Missionswerk

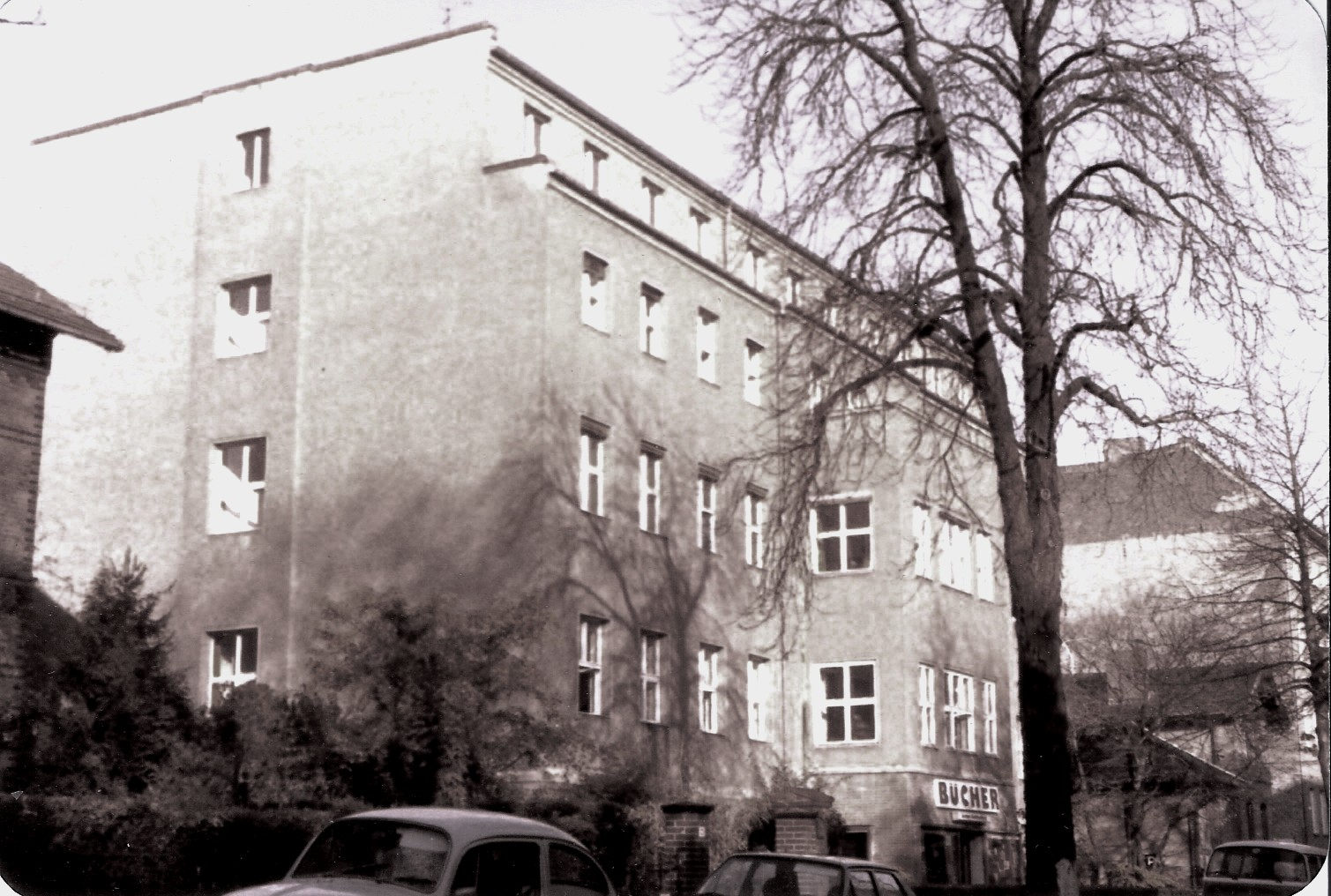
Der erste Sitz des Berliner Missionswerkes in der Friedenauer Handjerystraße in Berlin (West)

Aufgrund der politischen Verhältnisse in der DDR wurde es unabdingbar, 1969 einen größeren Teil der Arbeit – vor allem den Kontakt nach Übersee – in den Westen zu verlegen. Nachdem zuerst die Berliner Missionshilfe e. V. und später die Berliner Missionsgesellschaft Berlin (West) e. V. die Geschäfte nach der Teilung der Stadt übernommen hatten, wurde zum 1. Januar 1975 die volle Verantwortung für die Arbeit der Berliner Mission auf das neugegründete, landeskirchliche Berliner Missionswerk übertragen. Im Missionshaus in der Georgenkirchstraße in Berlin (Ost) verblieb das umfangreiche Archiv der Berliner Missionsgesellschaft. Das neu gebildete Ökumenisch-Missionarische Zentrum pflegte neben den Kontakten zu Besuchern aus Ökumene und Mission aus Berlin (West) von nun an eigene ökumenische Kontakte in der DDR. Das Selbstverständnis des Berliner Missionswerkes entwickelte sich "von einer reinen Missionsgesellschaft zum ökumenischen Zentrum der Evangelischen Kirche Berlin-Brandenburg-schlesische Oberlausitz und der Evangelischen Kirche Anhalts".

### Arbeit der Deutschen Ostasienmission
Die Geschichte dieser Missionsgesellschaft findet sich auf der Seite Deutsche Ostasienmission.

### Arbeit des Jerusalemsvereines
Die Geschichte des Jerusalemsvereines findet sich auf der Seite Jerusalemsverein.

## Unter dem Dach des Berliner Missionswerkes

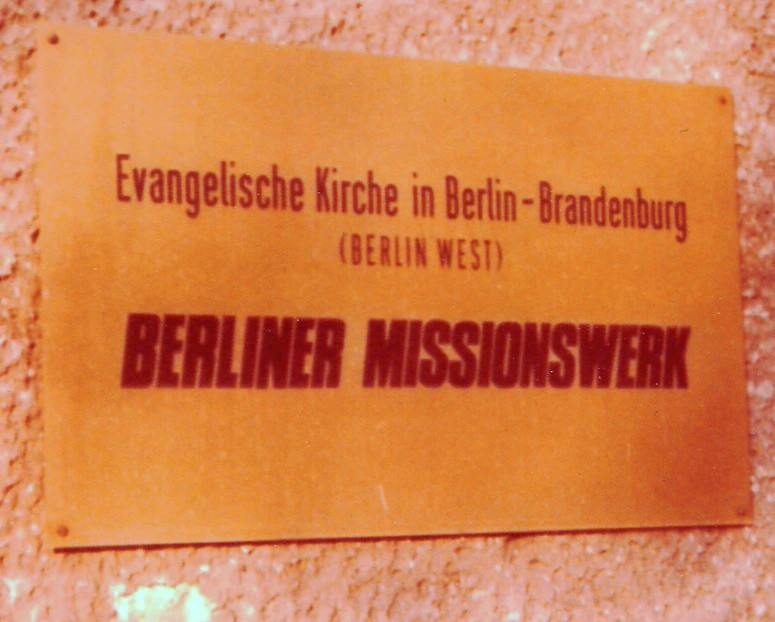
Eingangsschild Berliner Missionswerk 1980 am Missionshaus Handjerystraße 19/20

Im Zuge von staatlichen Repressionen gegen Gemeinden der Partnerkirchen – wie beispielsweise in Äthiopien, Südkorea und Taiwan – nahmen in den 1970er und 1980er Jahren der Schutz der Menschenrechte, die Leistung humanitärer Hilfe und die Verteidigung der Freiheit des Glaubens in der Missionsarbeit an Stellenwert zu. Dabei bestand ein Austausch mit dem Ökumenisch-Missionarischen Zentrum und weiteren Einrichtungen der Evangelischen Kirche in der DDR, um Einfluss auf die diplomatischen Beziehungen zwischen der DDR und der sozialistischen Regierung Äthiopiens auszuüben. In der BRD bestanden Kontakte zu Menschenrechtsorganisationen wie der Internationalen Gesellschaft für Menschenrechte und der Gesellschaft für bedrohte Völker. Das Berliner Missionswerk engagierte sich im Lutherischen Weltbund und im Ökumenischen Rat der Kirchen für den internationalen Schutz der Menschenrechte.

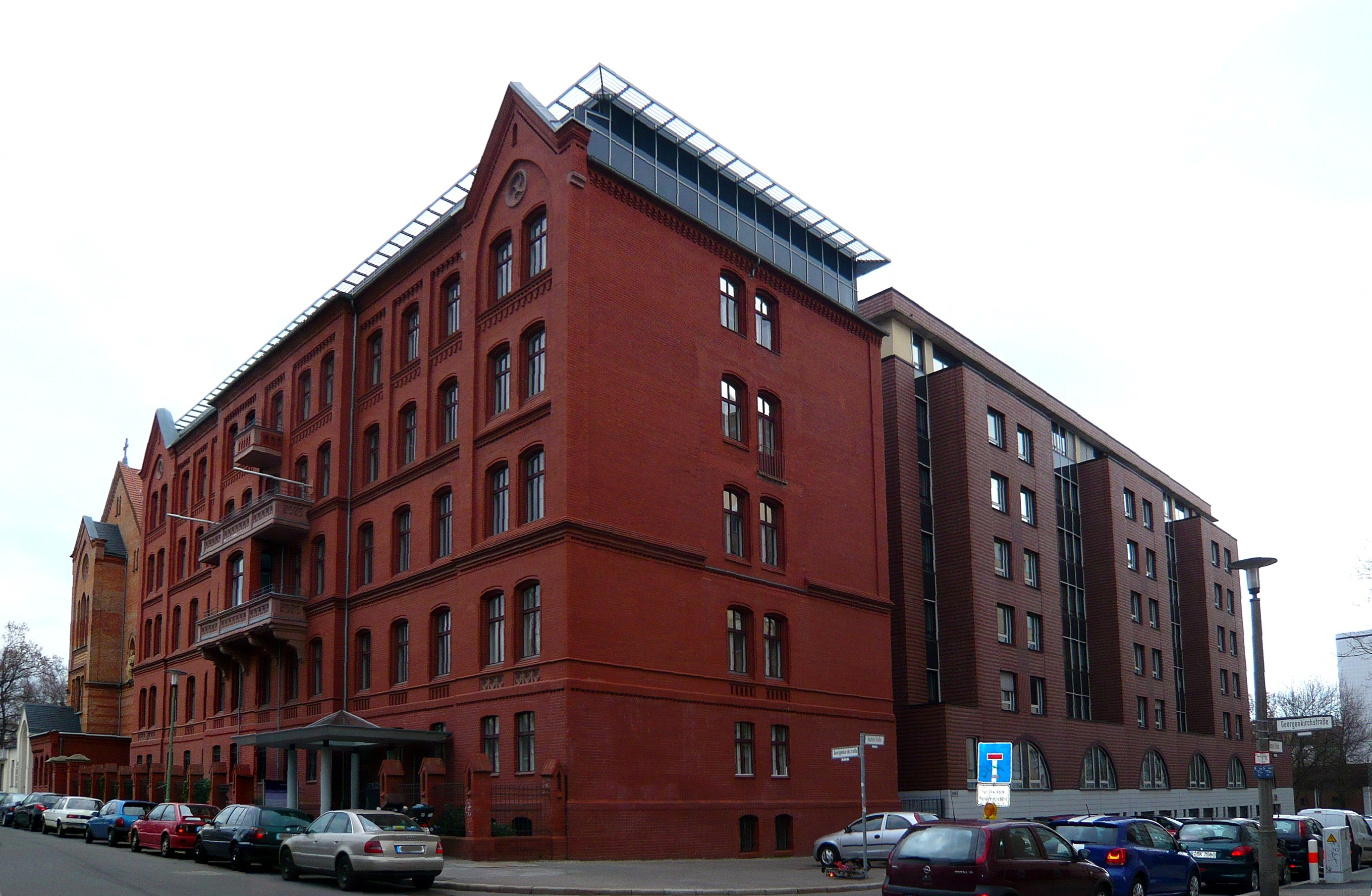
Das Missionshaus (in hellerem Backstein; 1873) mit seiner Erweiterung (in sattrotem Backstein; Ende des 19. Jh.) und dem neuen Anbau (Klinker; 1996) ist jetzt Teil des Evangelischen Zentrums der EKBO.

Nach der deutschen Wiedervereinigung konnten 1991 die Bereiche aus West und Ost wieder zusammengeführt werden. Ein neues Missionswerkgesetz 1990 sowie ein weiteres 1997 trugen der neuen Situation Rechnung und ermöglichten die Beteiligung weiterer Trägerkirchen am Berliner Missionswerk. 1999 konnte das Berliner Missionswerk in das sanierte und zum Evangelischen Zentrum der EKBO erweiterte Missionshaus am Friedrichshain einziehen und zu den Wurzeln der Berliner Missionsgesellschaft zurückkehren.

## Weltweite Partner

### Naher Osten
Partnerkirche in Israel/Palästina ist die Evangelisch-Lutherische Kirche in Jordanien und im Heiligen Land (ELCJHL). Diese Kirche setzt sich für Versöhnung im Nahen Osten und für Bildung ein. Das Berliner Missionswerk ist Träger des Schulzentrums Talitha Kumi in Palästina.
Partnerkirche in Ägypten ist die Presbyterianisch-koptische Kirche in Ägypten. Das Berliner Missionswerk wirkt in verschiedenen Bildungseinrichtungen mit ihr zusammen.

### Afrika
Partnerkirche in Äthiopien ist die Mekane-Yesus-Kirche (EECMY). Unterstützt wird die kirchliche Aufklärungsarbeit, unter anderem gegen HIV/Aids und gegen die Genitalverstümmelung von Frauen sowie die theologische Ausbildung und die Menschenrechtsarbeit der EECMY.
Partnerkirche in Tansania ist die Evangelisch-Lutherische Kirche in Tansania (ELCT). Schwerpunkt der Partnerschaftsarbeit ist die Unterstützung des Gesundheitswesens durch die kirchlichen Krankenhäuser und die Arbeit unter Straßenkindern.
Die Partnerkirche in Südafrika und Swasiland, die Evangelisch-Lutherische Kirche im Südlichen Afrika (ELCSA), ging aus der frühen Missionstätigkeit des Berliner Missionswerkes hervor. Einer der Schwerpunkte der Zusammenarbeit ist die Bekämpfung von HIV/Aids und die Bildungsarbeit.

### Ostasien
Partnerkirche in Korea ist die Presbyterianische Kirche in der Republik Korea (PROK). Das Berliner Missionswerk unterstützt unter anderem das theologische Institut der Partnerkirche.
Partnerkirche in Taiwan ist die Presbyterianische Kirche in Taiwan. Gemeinsame Arbeit mit der Partnerkirche geschieht vor allem zu politischen Themen wie Demokratie und Menschenrechte.
Enge Beziehungen bestehen außerdem zur Vereinigten Kirche Christi in Japan.
Ohne die offizielle Vereinbarung einer Partnerschaft steht das Berliner Missionswerk in Verbindung zur Vereinigten Kirche Christi in Japan und zur Vereinigten Kirche in der Volksrepublik China.

### Kuba
Partnerkirche ist die Presbyterianische Reformierte Kirche Kubas (IPRC). Die Verbindungen wurden zur Zeit der DDR aufgebaut. Das Berliner Missionswerk unterstützt diakonische Projekte und die Ausbildung von Gemeindemitarbeitern.

### Russland
Partnerkirche ist die Evangelisch-Lutherische Kirche in Russland, der Ukraine, in Kasachstan und Mittelasien (ELKRAS). Die kleinen Wolgagemeinden werden durch die Weiterbildung von kirchlichen Mitarbeitern und die Unterstützung der Kinder- und Jugendarbeit gestärkt.

## Arbeit des Berliner Missionswerks

### Auslandsarbeit
In verschiedene Auslandsreferate unterteilt, kümmert sich das Berliner Missionswerk um die Verbindung zu seinen Partnerkirchen. Die Zusammenarbeit findet in vielfältigen Projekten statt, die alle dem Ziel der Hilfe zur Selbsthilfe dienen.

### Inlandsarbeit
In Deutschland unterstützt das Berliner Missionswerk die Partnerschaft von Kirchenkreisen, Gemeinden sowie Gruppen zu Partnergemeinden im Ausland und vermittelt Referenten zu allen Themen der weltweiten Ökumene. Das Missionswerk gibt dreimal jährlich die mit dem Blauen Engel gekennzeichnete Zeitschrift WeltBlick (ISSN 2513-1524) und in Zusammenarbeit mit dem Jerusalemsverein die Zeitschrift Im Lande der Bibel (ISSN 0019-2597) heraus. 

### Freiwilligenprogramm
Für junge Erwachsene im Alter von 18 bis 28 Jahren bietet das Berliner Missionswerk an, in Einrichtungen und Gemeinden der Partnerkirchen einen Freiwilligendienst im Rahmen von weltwärts, einen Anderen Dienst im Ausland oder ein Freiwilliges Soziales Jahr (FSJ) abzuleisten. Zurzeit (Stand Frühjahr 2025) können Einsatzstellen in Argentinien, Eswatini, Frankreich, Großbritannien, Italien, Japan, Jordanien, Kuba, Schweden, Rumänien, Sambia, Schweden, Südafrika, Südkorea, Taiwan, Tansania, Uganda und den USA besetzt werden. Seit einigen Jahren ergänzt ein Inwärts-Programm den Freiwilligendienst: Junge Menschen aus den Partnerkirchen verbringen ein Jahr in Deutschland.

## Direktoren des Berliner Missionswerkes

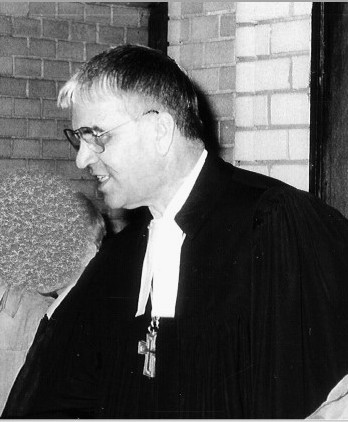
Pastor Uwe Hollm, später Propst von Berlin (West), war der erste Direktor des Berliner Missionswerkes.

- Uwe Hollm 1973–1980
- Klaus Gruhn 1980–1987
- Hans Luther 1987–1998
- Ekkehard Zipser 1998–2010
- Roland Herpich 2010–2019
- Christof Theilemann 2019–2025
- Ulrich Schöntube 2025-

## Belege
1. ↑  Kirchengesetz über das Berliner Missionswerk vom 20.11.1972. Kirchliches Amtsblatt der Evangelischen Kirche in Berlin-Brandenburg 1972 S. 98
2. ↑  Der Ruf - Berliner Missionsberichte - Nr. 5/1973 S. 102 ff
3. ↑  Martin Frank (Hrsg.): Mission:Reflexion. 200 Jahre Berliner Mission. Wichern Verlag, Berlin 2024, ISBN 978-3-88981-481-4.
4. ↑  Kaiserswerther Diakonie wird Mitträgerin. In: Weltblick - Magazin der Berliner Mission - Nr. 2/2022 S. 41
5. ↑  Partnerkirchen weltweit. Berliner Missionswerk, abgerufen am 20. August 2025.
6. ↑  Das Ökumenische Freiwilligenprogramm. Berliner Missionswerk, abgerufen am 20. August 2025.
7. ↑  H. Lehmann: 150 Jahre Berliner Mission. Erlangen 1974, ISBN 3-87214-057-4, S. 15–19.
8. ↑  H. Lehmann: 150 Jahre Berliner Mission. Erlangen 1974, ISBN 3-87214-057-4, S. 24–84.
9. ↑  Geschichte der Gossner Mission
10. ↑  H. Lehmann: 150 Jahre Berliner Mission. Erlangen 1974, ISBN 3-87214-057-4, S. 39–67.
11. 1 2  Ralf Schmiedecke: Die Reihe Archivbilder, Berlin-Friedrichshain, Sutton Verlag, 2006, S. 20.
12. ↑  H. Lehmann: 150 Jahre Berliner Mission. Erlangen 1974, ISBN 3-87214-057-4, S. 62–87.
13. ↑  H. Lehmann: 150 Jahre Berliner Mission. Erlangen 1974, ISBN 3-87214-057-4, S. 74–81.
14. ↑  Partnerkirche Tansania
15. ↑  H. Lehmann: 150 Jahre Berliner Mission. Erlangen 1974, ISBN 3-87214-057-4, S. 90–101.
16. ↑  H. Lehmann: 150 Jahre Berliner Mission. Erlangen 1974, ISBN 3-87214-057-4, S. 81–110.
17. ↑  H. Lehmann: 150 Jahre Berliner Mission. Erlangen 1974, ISBN 3-87214-057-4, S. 114–119.
18. ↑  H. Lehmann: 150 Jahre Berliner Mission. Erlangen 1974, ISBN 3-87214-057-4, S. 120–144.
19. ↑  H. Lehmann: 150 Jahre Berliner Mission. Erlangen 1974, ISBN 3-87214-057-4, S. 144–156.
20. ↑  Reader zur EKD-Synode 2000 (Memento vom 30. Juli 2012 im Webarchiv archive.today)
21. ↑  H. Lehmann: 150 Jahre Berliner Mission. Erlangen 1974, ISBN 3-87214-057-4, S. 156–159.
22. ↑  H. Lehmann: 150 Jahre Berliner Mission. Erlangen 1974, ISBN 3-87214-057-4, S. 173–177.
23. ↑  H. Lehmann: 150 Jahre Berliner Mission. Erlangen 1974, ISBN 3-87214-057-4, S. 177–186.
24. ↑  H. Lehmann: 150 Jahre Berliner Mission. Erlangen 1974, ISBN 3-87214-057-4, S. 186–190.
25. ↑  Uwe Hollm: Anfang in Äthiopien. In: Der Ruf. 1/1975, S. 6
26. ↑  Christof Theilemann. Zur Bedeutung der 200-Jahr-Feier der Berliner Mission. In: Martin Frank (Hrsg.): Mission: Reflexion. 200 Jahre Berliner Mission. Wichern Verlag, Berlin 2024 S. 42
27. ↑  Berliner Missionswerk: Ethiopia. Revolution and Nation. Human Rights and Refugee Relief. In: Horn of Africa. Band 5, Nr. 2, 1982, S. 41–47.
28. ↑  Berliner Missionswerk: Mission und Menschenrechte. Ein Wort des Berliner Missionswerkes zu aktuellen Problemen seiner Arbeit. Berlin 1984.
29. ↑  Missionswerkgesetz im Kirchlichen Amtsblatt der Evangelischen Kirche Berlin-Brandenburg 1990 S. 73
30. ↑  Missionswerkgesetz im Kirchlichen Amtsblatt der Evangelischen Kirche Berlin-Brandenburg 1997 S. 223
31. ↑  Geschichte des Berliner Missionswerks (Memento des Originals vom 12. Oktober 2017 im Internet Archive)  Info: Der Archivlink wurde automatisch eingesetzt und noch nicht geprüft. Bitte prüfe Original- und Archivlink gemäß Anleitung und entferne dann diesen Hinweis.
32. ↑  (PCT) (Memento des Originals vom 28. Oktober 2009 im Internet Archive)  Info: Der Archivlink wurde automatisch eingesetzt und noch nicht geprüft. Bitte prüfe Original- und Archivlink gemäß Anleitung und entferne dann diesen Hinweis.
33. ↑  Iglesia Presbiteriana–Reformada en Cuba
34. ↑  Inlandsarbeit
35. ↑  Zeitschrift „Im Lande der Bibel“. Jerusalemsverein, abgerufen am 20. August 2025.
36. ↑  Freiwilligenprogramm (Memento des Originals vom 7. Juli 2016 im Internet Archive)  Info: Der Archivlink wurde automatisch eingesetzt und noch nicht geprüft. Bitte prüfe Original- und Archivlink gemäß Anleitung und entferne dann diesen Hinweis., abgerufen am 5. Juni 2023
37. ↑  Inwärts-Programm. Abgerufen am 10. Juli 2025.